# Motkowice
Motkowice – wieś w Polsce, położona w województwie świętokrzyskim, w powiecie jędrzejowskim, w gminie Imielno.
W latach 1954–1968 wieś należała i była siedzibą władz gromady Motkowice, po jej zniesieniu w gromadzie Imielno. W latach 1975–1998 miejscowość administracyjnie należała do województwa kieleckiego.

## Integralne części wsi
| SIMC    | Nazwa           | Rodzaj      |
| ------- | --------------- | ----------- |
| 0239741 | Antoniów        | kolonia     |
| 0239706 | Jawór Stawski   | kolonia     |
| 1016351 | Karolówka       | kolonia     |
| 0239712 | Malina Druga    | kolonia     |
| 0239729 | Malina Pierwsza | kolonia     |
| 0239735 | Siekiera        | osada leśna |

## Historia
Motkowice, u Długosza Matkowice – wieś osadzona co najmniej z XV wieku. W XV w. był tu dziedzicem Jan Róża posiadał łany kmiece, we wsi była karczma i zagrodnicy.
W XIX wieku Motkowice opisane były jako wieś nad Nidą, w powiecie jędrzejowskim, gminie Mierzwin, parafii Imielno. Leżą przy drodze z Imielna do Kijów. Mają szkołę początkową. Na folwarku jest gorzelnia, dystylarnia, tartak, cegielnia. Są także trzy młyny wodne i pokłady torfu.
Dobra Motkowice składają się z folwarku Motkowice, Borszowice, Korolówka, Siekiera, Antoniów; nomenklatur: Wanat, Gózd al. Podbrózdzie; wsi: Motkowice, Borszowice, Wólka i Brzeźnica.
Rozległość dóbr 2333 morgów na które składają się:
- Folwark Motkowice gruntów ornych i ogrodów morgów 206, łąk morgów 161, pastwisk morgów 16, lasu morgów 973, nieużytki i place morgów 48, razem morgów 1405; budynki murowane 19, z drz. 16; płodozmian 11-polowy,
- Folwark Antoniów gruntów ornych i ogrodów morgów 44, łąk morgów 16, pastwisk morgów 29, nieuż. i place morgów 4, razem morgów 93; budynków z drzewa 3;
- Folwark Karolówka gruntów ornych i ogrodów morgów 139, łąk morgów 7, nieuż. i place morgów 10, razem morgów 156; płodozmian 12-polowy;
- Folwark Borszowice gruntów ornych i ogrodów morgów 195, łąk morgów 66, pastwisk morgów 35, nieuż. i pastwiska wspólne morgów 144, razem morgów 441; budynki murowane 3, z drz. 8; płodozmianu 12-polowy;
- Folwark Siekiera z attecją Wanat gruntów ornych i ogrodów morgów 158, łąk morgów 12, pastwisk morgów 48, nieuż. i place morgów 24, razem morgów 238; budynki murowane 1, z drz. 4; płodozmian 12-polowy.

Wieś Motkowice osad 102, z gruntem morgów 746; wieś Borszowice osad 76, z gruntem morgów 394; wieś Wólka osad 15, z gruntem morgów 83; wieś Brzeźnica osad 2, z gruntem morgów 28.
Do 1874 r. w skład dóbr tych wchodziły toż dobra Kliszów i Kije. (Autorem opisu wsi jest Bronisław Chlebowski).

## Zabytki
Obiekty wpisane do rejestru zabytków nieruchomych:
- cmentarz wojenny z I wojny światowej, lata 1914–1915, (nr rej.: A.92 z 24.08.1990),
- zespół dworski z 4 ćw. XVIII w., (nr rej.: A.91/1-8 z 5.12.1957 i z 2.08.1976), złożony z dwóch bram na dziedziniec gospodarczy, spichlerza, magazynu, ruiny stajni, stodoły, ruiny stodoły i parku.

## Turystyka

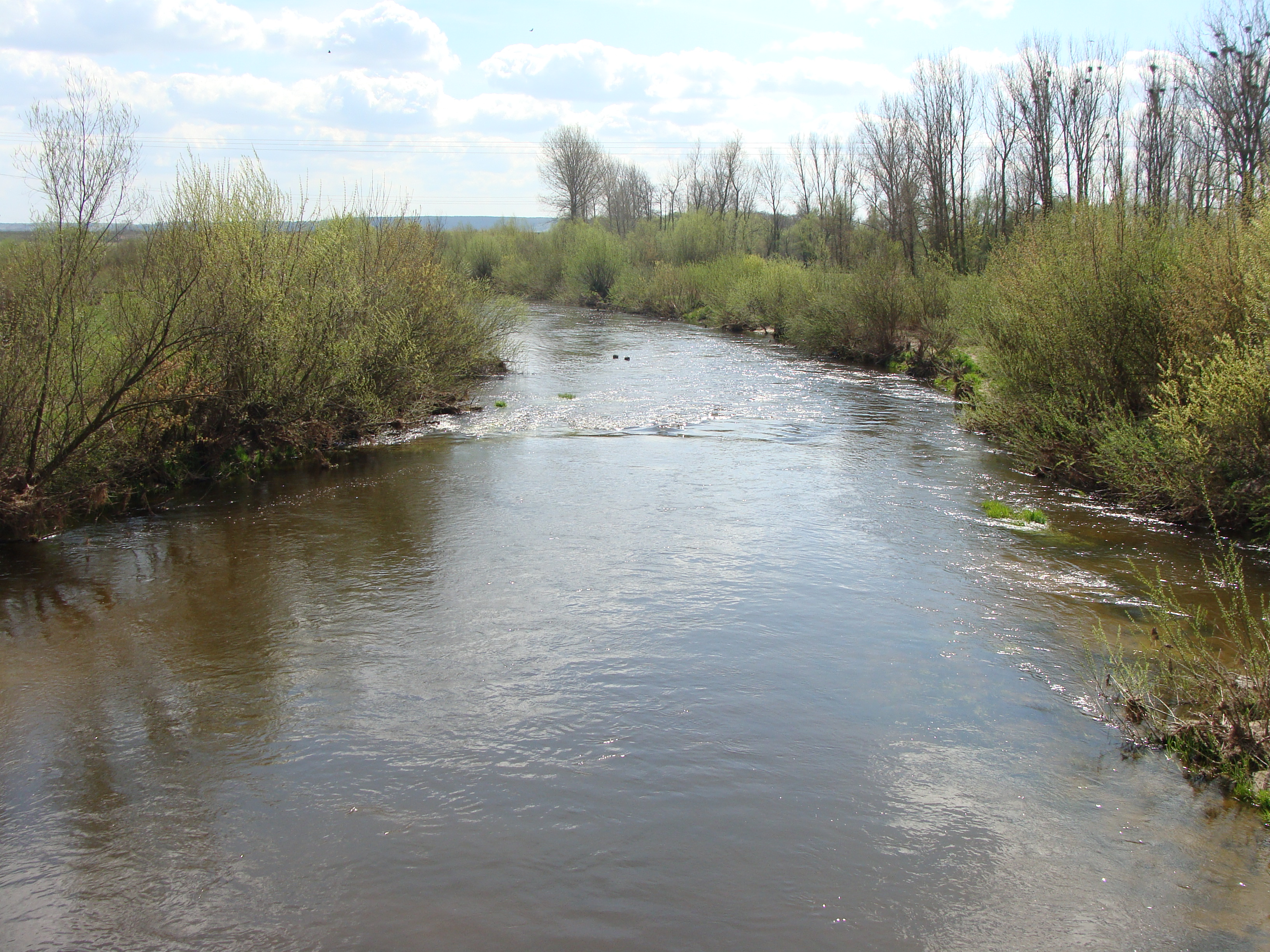
Motkowice - widok z mostu na Nidę.

Znajduje się tu stacja na trasie Świętokrzyskiej Kolei Dojazdowej. Kolejka zabiera stąd turystów w każdą niedzielę lata o 11 i 17. Pokonanie trasy do Jędrzejowa (przez Jasionną) zajmuje kolejce ponad godzinę. W drugą stronę trasa biegnie do Umianowic poprzez bagna i rozlewisko Nidy – najciekawszą turystycznie część Ponidzia.